# Emmanuelle Devos

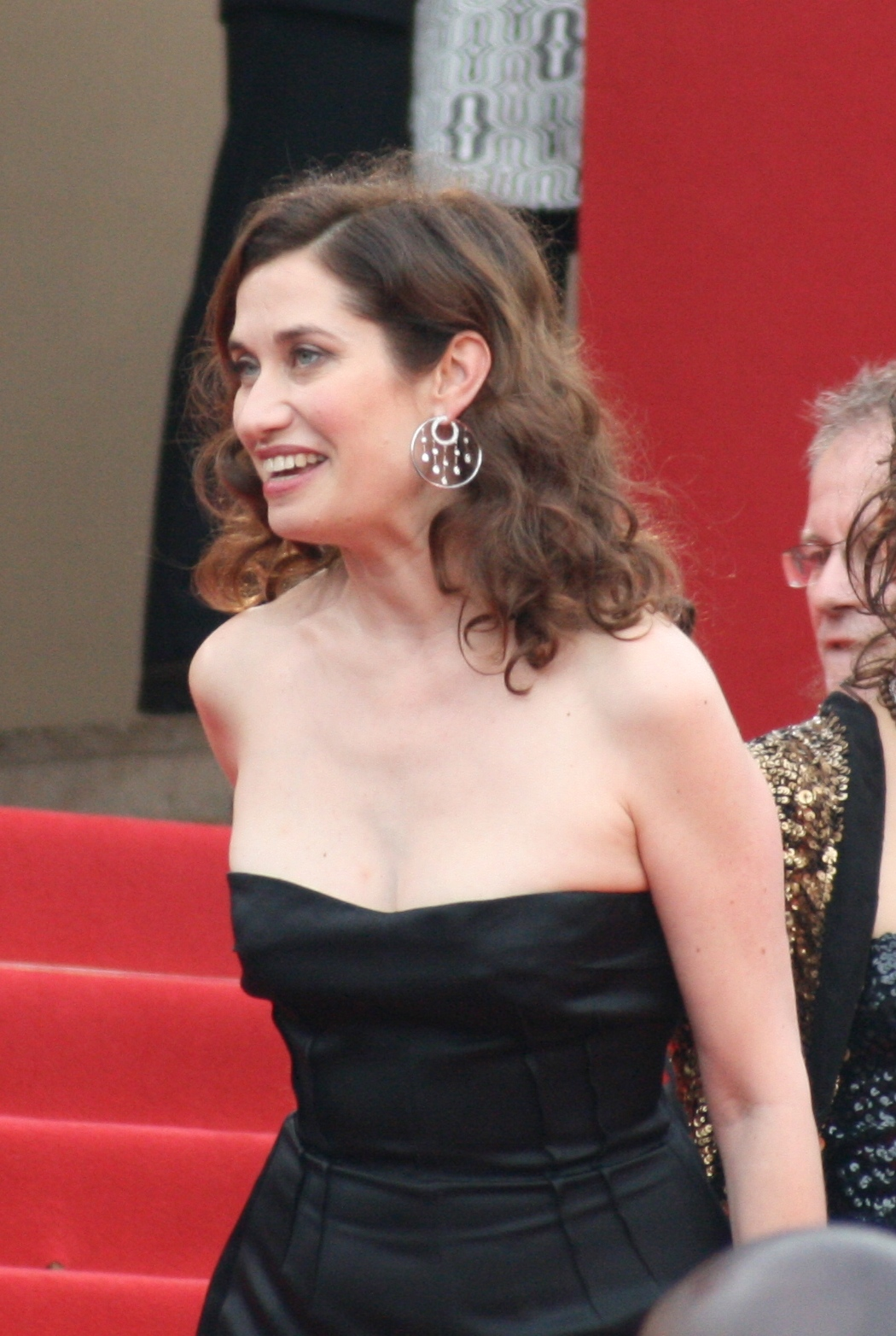
Emmanuelle Devos

Emmanuelle Devos (n. 10 mai 1964, Puteaux, Région parisienne, Franța) este o actriță franceză.

## Date biografice
Emmanuelle Jeanne Devos-Loscul s-a născut în suburbia parisiană Puteaux. Ea, a doua născută într-o familie de actori era un copil timid. Deja în timpul școlii ea joacă în diferite piese de teatru. Termină dramaturgia la școala Cours Florent din Paris. La început primește roluri secundare în filme ca: "On a volé Charlie Spencer!", sau "La Pension" (în 1987. Ea devine cunoscută prin rolul seducătoarei Justine din comedia "Tontaine et Tonton" sau Nora din filmul Viața e ciudată.

## Filmografie
- 1986 On a volé Charlie Spencer, regia Francis Huster : La femme aux seins nus
- 1991 La Vie des morts, regia Arnaud Desplechin : Laurence O'Madden Burke
- 1992 La Sentinelle, regia Arnaud Desplechin : Claude
- 1993 Les Patriotes, regia Éric Rochant,
- 1996 Comment je me suis disputé... (ma vie sexuelle), regia Arnaud Desplechin : Esther
- 1997 Le Déménagement, regia Olivier Doran : Tina
- 1999 Peut-être, regia Cédric Klapisch : Juliette
- 2000 Aïe, regia Sophie Fillières : Claire
- 2000 Cours Toujours, regia Dante Desarthe : Sophie
- 2001 Sur mes lèvres, regia Jacques Audiard : Carla
- 2001 L'Adversaire, regia Nicole Garcia : Marianne
- 2003 Soția lui Gilles (La Femme de Gilles), regia Frédéric Fonteyne : Elise
- 2003 Rencontre avec le dragon, regia Hélène Angel : Gisela von Bingen
- 2003 Petites coupures, regia Pascal Bonitzer : Gaëlle
- 2004 Bienvenue en Suisse, regia Léa Fazer : Sophie
- 2004 Regii și regina (Rois et reine), regia Arnaud Desplechin : Nora Cotterelle
- 2005 De battre mon cœur s'est arrêté, regia Jacques Audiard : Chris
- 2005 Gentille, regia Sophie Fillières : Fontaine Leglou
- 2005 La Moustache, regia Emmanuel Carrère : Agnès Thiriez
- 2007 J'attends quelqu'un, regia Jérôme Bonnell : Agnès
- 2007 Ceux qui restent, regia Anne Le Ny : Lorraine Grégeois
- 2007 Deux vies plus une, regia Idit Cebula : Éliane Weiss
- 2008 O poveste de Crăciun (Un conte de Noël), regia Arnaud Desplechin : Faunia
- 2009 Plus tard tu comprendras, regia Amos Gitai : Tania
- 2009 Coco avant Chanel, regia Anne Fontaine : Emilienne d'Alençon
- 2009 Les Herbes folles, regia Alain Resnais : Josépha
- 2009 Les Beaux Gosses, regia Riad Sattouf : La directrice
- 2009 Bancs publics (Versailles Rive-Droite), regia Bruno Podalydès : La mère d'Arthur
- 2009 À l'origine, regia Xavier Giannoli : Stéphane, la maire de la commune
- 2010 Complices, regia Frédéric Mermoud
- 2011 La Permission de minuit, regia Delphine Gleize
- 2011 Pourquoi tu pleures ?, regia Katia Lewkowicz